# Dark at Dawn
Dark at Dawn ist eine aus dem Harz stammende Power-Metal-Band.

## Geschichte
Dark at Dawn wurde 1993 von Thorsten Kohlrausch (Gesang), Oliver Schoening (Gitarre), Peter Arenz (Gitarre), Michael Lowin (Bass) und Thorsten Sauerbrey (Schlagzeug, Keyboard, teilweise auch Studio-Gitarre und Produktion) gegründet. Schon vor der Aufnahme des ersten Demotapes The Awakening im Mai 1993 verließ Gitarrist Oliver Schoening die Band und wurde durch Christian Wille ersetzt. In dieser Besetzung werden mehrere lokale Auftritte gespielt, Wille ist aber erst auf dem im Juni des Jahres 1994 aufgenommenen As-Daylight-Fades-Demotapes zu hören. Kurz nach der Veröffentlichung übernahm Gitarrist Jan Christian Baumgartner den Platz von Christian Wille.
Im Juli 1995 wurde das dritte Demo Oceans of Time mit fünf Tracks aufgenommen. Diese Demo macht die Band auch in anderen Teilen der Republik bekannt. Es wurden Auftritte in mehreren Bundesländern absolviert, Dark at Dawn spielten auf dem Wacken Open Air und als Support für Saxon und Nina Hagen.
Das Demo Oceans of Time verkaufte sich bis 1996 etwa 1200 mal. Im Rock Hard erschien ein Interview und die Band gewann den Metal-Live-Contest des Fanzines Evil Message. Im gleichen Jahr stieg jedoch Gitarrist Peter Arenz aus. 1997 wurden wieder Konzerte gespielt. Live-Verstärkung erhielten Dark at Dawn hierbei durch die Gastgitarristen Florian Schröder und Kai Duda. Die Band begann mit der Planung eines ersten Longplayers, doch es kam überraschend zum Ausstieg von Schlagzeuger und Gründungsmitglied Thorsten Sauerbrey und Jan Christian Baumgartner. Die vakante Gitarrenposition übernahm Matthias Majkowski und neuer Schlagzeuger wurde Michael Wolf. Die Band ging ins Studio und machte einige Probeaufnahmen, doch der Besetzungswechsel erschwerte die Bedingungen. Es wurde still um Dark at Dawn und Michael Wolf verließ die Band noch im selben Jahr.
1998 stieg Schlagzeuger Thorsten Sauerbrey wieder ein und Gitarrist Florian Schröder wurde vollwertiges Bandmitglied. Die Band nahm eine Promo-CD auf, die an Labels verschickt wurde. Es kam zu einem Vertrag mit Iron Glory Records. Nach Problemen zwischen Management und Label ging Dark at Dawn auf eigene Kosten ins schon gebuchte Studio und trennte sich vom Management. Produziert wurde im Spacelab Studio. Am 29. November 1999 wurde Baneful Skies veröffentlicht. Unterstützt wurde die Gruppe auf dem Album von Gastsängerin Judith Stüber.
2001 erschien das Album Crimson Frost, produziert von Andy Classen und im Vertrieb von Warner-Chappell Music. Da Dark at Dawn mit der Promotion ihrer Plattenfirma nicht sehr zufrieden waren, nahmen sie mit einigen Gastmusikern ein paar alte Lieder neu auf, um ihren Vertrag zu erfüllen und danach ein neues Label zu suchen; die beiden Gitarristen verließen die Band jedoch noch im selben Jahr. Schlagzeuger Thorsten Sauerbrey spielte nun zusätzlich die Gitarren ein, da das Studio schon gebucht war. First Beams of Light – Rediscovered Tracks erschien im November 2002.
Dark at Dawn fand im Zuge der Veröffentlichung mit AFM Records direkt ein Label. Die Band arbeitete nun als Trio weiter und veröffentlichte ein Jahr später Of Decay and Desire. Anissa Taggatz war diesmal als Gastsängerin vertreten. Für Konzerte übernahmen die Ex-Mitglieder Matthias Majkowski und Florian Schröder wieder die Gitarren. Nachdem das selbstbetitelte fünfte Album fertig aufgenommen worden war, ließ sich das Label Zeit mit der Veröffentlichung bis Mitte 2006.
2007 löste sich die Gruppe nach einem Abschiedskonzert auf dem Rockharz Open Air auf.
Im Sommer 2012 mehrten sich die Anzeichen, dass die Band wieder zusammenfinden könnte. Am 21. September 2012 wurde die Reunion, die auch die 2001 ausgestiegenen Gitarristen Matthias Majkowski und Florian Schröder mit einschloss, schließlich offiziell per Pressemitteilung bestätigt. Am 2. Oktober 2012 erschien die EP Noneternal, der im Jahr 2013 ein neues Studioalbum folgen soll.

## Diskografie

### Demos
- 1993: The Awakening (Eigenvertrieb mit einer Auflage von 100 Stück)
- 1994: As Daylight Fades (Eigenvertrieb mit einer Auflage von 400 Stück)
- 1996: Oceans of Time (Eigenvertrieb mit einer Auflage von mehr als 1200 Stück)

### EPs
- 2012: Noneternal

### Alben
- 1999: Baneful Skies (Iron Glory Records/Zomba)
- 2001: Crimson Frost (Iron Glory Records/Zomba)
- 2002: First Beams of Light – Rediscovered Tracks (Iron Glory Records/Zomba)
- 2003: Of Decay and Desire (AFM-Records/Soulfood)
- 2006: Dark at Dawn (AFM-Records/Soulfood)